# Princess
Princess er en dansk voksen-tegnefilm fra 2006 instrueret af Anders Morgenthaler og med manuskript af Morgenthaler og Mette Heeno. Filmen blev vist på Cannes filmfestival 2006.

## Plot
Filmen fortæller historien om den 32-årige præst August (Thure Lindhardt), der har mistet sin søster Christina (Stine Fischer Christensen) – der er bedre kendt som den tidligere pornostjerne "The Princess". Han adopterer Christinas 5-årige datter, Mia. August er overbevist om, at pornoindustrien er skyld i hendes død og på grund af sorg og dårlig samvittighed bryder August sammen i en psykose og indleder sammen med Mia et hævntogt, der skal slette den berygtede Charlies (Christian Tafdrup) pornografiske eftermæle.

## Modtagelse
Princess fik gode karakterer af anmelderne med 4 stjerner af Politiken, Berlingske Tidende, Ekstra Bladet og B.T. Den der har det voksne publikum som målgruppe, vandt på tre europæiske filmfestivaler, og blev nomineret til en Robert Pris i 2007 for Årets danske spillefilm.

## Stemmer
- Thure Lindhardt som August
- Stine Fischer Christensen som Christina
- Jens Arentzen
- Rasmus Bjerg
- Jiming Cai
- Liv Corfixen som Luder i bil
- Ida Dwinger som Mor
- Mira Hilli Møller Hallund som Mia
- Rikke Hallund
- Henrik Ibsen
- Tommy Kenter som Preben
- Margrethe Koytu som Karen
- Søren Lenander som Sonny
- Karen Rosenberg som Woman
- Christian Tafdrup som Charlie
- Peter van Hoof som andre karakterer
- Niels Weyde som Betjent Andersen
- Gunnar Wille

## Vundene priser og nomineringer

### Vundene priser
- 2007 : Sweden Fantastic Film Festival, Best European Fantastic Feature Film, Anders Morgenthaler
- 2006 : Flanders International Film Festival, Anders Morgenthaler
- 2006 : Sitges – Catalonian International Film Festival

### Nomineringer
- 2007 : Robert Festival
- 2006 : Bratislava International Film Festival, Grand Prix
- 2006 : Amanda Awards, Norway, Best Debut